# Klen (riba)
Klen (Squalius cephalus) je slatkovodna riba koja pripada obitelji Cyprinidae. Ima izvrsnu sposobnost prilagodbe tako da nastanjuje i tekućice i jezera.

## Opis i građa
Klen ima vretenasto snažno tijelo, prilagođeno plivanju i u pojačanim vodenim strujama. Pokriven je velikim ljuskama označenim crnom trakom. Glava mu je masivna s okruglom njuškom koja natkriva široko rasječena usta. Repna peraja mu je široka i nazubljena, a trbušne su okomito postavljene nad leđnu peraju. Klen mjenja boju prema obojenosti vode, trbušna zona mu je bijela, peraje su mu sivkaste, osim analne i zdjelične koje su narančasto-crvene. Dužina mu varira od 30 cm do 70 cm, prosječno je težak 500 grama, a može narasti i do 4 kilograma.

## Stanište i ponašanje
Klen živi u tekućicama, svježim ali ne i hladnim, nalazimo ga u srednjim tokovima rijeka, jezera, kanalima i pješćarama. Zimi, klen se smješta u mirne zone blizu vodenih struja, uz šuplje obale, u proljeće klen se kreće dijelovima obale gdje raste vodeno bilje. Ljeti se smješta u zasjedu blizu površine, najčešće u sjeni. U jesen vrtlozi i potopljene prepreke omogućuju mu da najveći dio dana probavi u prehranjivanju. Klen je rasprostranjen po čitavoj Europi, osim u Skandinaviji.

## Način hranjenja
Klen je svejed hrani se svime što može naći, od mekušaca, ličinka, kukaca, do organskih odpadaka, voća i mahovine. Klen je specifičan po tome što voli miris sira, pa se mamac poprska aromom sira. Veći klenovi hrane se u velikoj mjeri i različitim vrstama manjih riba.

## Razmnožavanje
Klen se razmnožava između travnja i lipnja, kada temperatura vode dostigne 15°C uz kamenite obale s umjerenim do brzim protokom vode. Mužjaci postaju spolno zreli s 4 godine a ženke s 5. Ženka polaže od 50.000 do 200.000 jajašca u plitkim zonama bogatim kisikom i čista dna. Ikra se lijepi na stabljike, kamenje i ostali dio dna i vali poslije 8 – 12 dana. Mlađ raste sporo i hrani se planktonom i vodenim biljem. Mužjak u vrijeme parenja ima življe boje i prekriven je svadbenim točkama po tijelu i glavi.

## Strani nazivi
European chub (engleski); Döbel (njemački); Cavedano (talijanski); Chevesne (francuski); Голавль (ruski).

## Slike
- Klenova glava
- Mladi klen
- Dva mlada klena u plitkom